# Josep Guia i Marín
Josep Guia i Marín (València, 8 de juny de 1947) és un activista polític i professor universitari Valencià doctor en Matemàtiques i en Filologia per la Universitat de València, on ha ocupat diversos càrrecs directius. És vicepresident del patronat i professor de la Universitat Catalana d'Estiu i membre dels patronats de les fundacions Gaetà Huguet de Castelló de la Plana i Vicent Andrés Estellés de Burjassot i de la Junta Directiva de la Societat Coral el Micalet de València. Des del 2020 és vicepresident d'Independentistes d'Esquerres.

## Biografia
Ha publicat treballs d'investigació en Topologia General i altres sobre la història i la funció de la Universitat. Va participar molt activament en la lluita per l'estabilitat laboral dels Professors No Numeraris (PNN) i per la democratització, la modernitat i l'arrelament al País Valencià de la Universitat de València. Va ser-hi Vicerector d'Estatuts (1984-1986) i en l'articulat d'aquest text es va recollir la denominació acadèmica «llengua catalana» per a la llengua pròpia del País Valencià, així com «àrea lingüística catalana» per a designar l'àmbit lingüístic propi, la qual cosa ha estat el fonament de totes les sentències judicials guanyades en favor de la unitat de la llengua. La seua figura pública ja era coneguda arran de la seua militància política independentista, des del 1974, com a militant del PSAN, com a membre dels 10 d'Alaquàs, detingut, multat i processat en nombroses ocasions, tant abans com després de la mort de Franco,... El 1986 va ser guardonat per la Fundació Jaume I i el 2002 pel Bloc de Progrés Jaume I de l'Alcúdia (La Ribera Alta).
Ha publicat diversos assajos sobre la qüestió nacional catalana: Països Catalans i Llibertat (1983, exhaurit), És molt senzill, digueu-li Catalunya (1985), Des de la Catalunya del Sud (1987), València, 750 anys de nació catalana (1988, premi d'assaig Joan Fuster) i Catalunya descoberta (1990). A més, ha estat l'editorialista de la revista Lluita (1969-2015) durant els darrers 30 anys. En col·laboració amb Maria Conca, la seua muller, ha publicat l'edició revisada i ampliada del llibre de Salvador Domènech El Tractat d'Almisrà (1994), molts articles i comunicacions d'investigació paremiològica i fraseològica i els llibres Els primers reculls de proverbis catalans (1996, premi Valeri Serra i Boldú), La fraseologia. Principis, mètode i aplicacions (2014) i A frec del seu nom. Vida, obra i lluita de Xavier Romeu (2018). Actualment, dintre del projecte ALIENTO de la Université de Nancy-Lorraine, preparen l'edició crítica del Llibre de paraules e dits de savis e filòsofs, del jueu barceloní del segle xiii Jafudà Bonsenyor.
En els darrers anys, ha orientat les seues investigacions cap a l'anàlisi fraseològica del Tirant lo Blanc, de l'Espill i de l'obra completa de Joan Roís de Corella. En aquesta línia de recerca, ha publicat els llibres De Martorell a Corella: descobrint l'autor de Tirant lo Blanc (1996), Fraseologia i estil. Enigmes literaris a la València del segle XV (1998) i Ficció i realitat a l'Espill. Una perspectiva fraseològica i documental (2010).
L'escriptora Núria Cadenes, també membre del PSAN, li ha fet un llibre-entrevista: Josep Guia: l'independentisme complet (2013). El darrer llibre publicat ha estat: Els inicis del cant coral al País Valencià. L'Orfeó Valencià El Micalet (1893-1905) (Publicacions de la Universitat de València, 2019).

## Controvèrsia
El 2011, durant la celebració d'una conferència de Martín Garitano, diputat pel partit abertzale Bildu, durant la Universitat Catalana d'Estiu, Josep Guia, participant com a públic, va advocar per la no dissolució de l'organització ETA fins que no es produís una negociació amb l'estat espanyol.